# ハルオ・シラネ
ハルオ・シラネ（白根 治夫、1951年9月16日 - ）は、日系アメリカ人の日本文学研究者。コロンビア大学教授。

## 経歴
東京都生まれ。1歳の時に両親とともに渡米、帰化する。1974年に旧称コロンビア・カレッジ（現：コロンビア大学）を卒業し、1977年にミシガン大学で修士号、1983年にコロンビア大学で博士号を取得した。スタンフォード大学助教授を経てコロンビア大学教授。同大学ドナルド・キーン日本文化センター長も務めている。2022年、日本学士院客員会員となった。

## 受賞・栄典
- 1992年：『夢の浮橋』で角川源義賞を受賞。
- 2001年：『芭蕉の風景文化の記憶』で二十一世紀えひめ俳句賞石田波郷賞を受賞。
- 2019年：山片蟠桃賞を受賞[5][6]。
- 2019年：第1回日本研究国際賞を受賞[7]。

## 家族・親族
- 同じコロンビア大学教授の鈴木登美は妻にあたる[8]。

## 日本での刊行物

### 単著
- 『夢の浮橋 『源氏物語』の詩学』鈴木登美,北村結花訳 中央公論社 1992
- 『芭蕉の風景 文化の記憶』衣笠正晃訳 角川叢書 2001
- 『四季の創造　日本文化と自然観の系譜』北村結花訳　角川叢書、2020

### 編著
- 『創造された古典 カノン形成・国民国家・日本文学』鈴木登美共編 新曜社 1999
- 『文学に描かれた日本の「食」のすがた 古代から江戸時代まで』小峯和明、渡辺憲司共編 至文堂（「国文学解釈と鑑賞」別冊）2008
- 『越境する日本文学研究』 勉誠出版、2009
- 『日本文学からの批評理論　アンチエディプス・物語社会・ジャンル横断』藤井貞和、松井健児共編　笠間書院、2009
- 『世界へひらく和歌 言語 共同体 ジェンダー』兼築信行,田渕句美子,陣野英則共編. 勉誠出版, 2012.5